# Ахшарумов, Дмитрий Дмитриевич
Дми́трий Дми́триевич Ахшару́мов (1823—1910) — русский общественный деятель, петрашевец, врач-гигиенист.

## Биография
Сын генерала Дмитрия Ивановича Ахшарумова, брат поэта В. Д. Ахшарумова, писателей И. Д. Ахшарумова и Н. Д. Ахшарумова.
Учился в 1-й Петербургской гимназии, по окончании которой в 1842 году поступил на историко-филологический факультет Санкт-Петербургского университета (отделение восточной словесности).
По окончании университета со степенью кандидата, поступил в Министерство иностранных дел. Его друг И. М. Дебу познакомил его с М. В. Буташевичем-Петрашевским и с весны 1848 года Ахшарумов стал посещать собрания его кружка. Члены кружка вскоре были арестованы. В крепости Ахшарумов не выдержав одиночного заключения,
обратился к Николаю I с просьбой о помиловании, в чём впоследствии раскаивался. 22 декабря 1849 года вместе с другими петрашевцами был выведен на эшафот. Смертная казнь была заменена лишением всех прав состояния и ссылкой на четыре года в арестантские роты в Херсон. В 1851 года Ахшарумов был переведён рядовым на Кавказ. В 1853 году за отличие произведён в унтер-офицеры, а в 1856 году, после перехода в Виленекий полк, ― в прапорщики. В 1857 году вышел в отставку. 
В 1857 году, тридцати четырёх лет, он поступил в Дерптский университет на медицинский факультет, но вскоре перевёлся в Медико-хирургическую академию, которую окончил в 1862 году с серебряной медалью. В 1864 году совершенствовал свои знания в Берлинском, Парижском, Венском и Пражском университетах. В 1866 году получил степень доктора медицины. Служил в военных госпиталях, а с 1873 по 1882 годы он был Полтавским губернским врачебным инспектором. По его инициативе в Полтаве было организовано «Общество врачей» и он был первым его председателем.
В 1882 году вышел в отставку в чине действительного статского советника и после смерти жены (1885) в конце 1880-х гг. переехал в Ригу, где учился его сын. В 1908 году вернулся в Полтаву, а в 1909 году, тяжело больной, уехал к сыну в Баку, где и скончался 7 (20) января 1910 года.
Воспоминания Ахшарумов начал писать в 1870 году, в 1884 году вернулся к этой работе. В марте 1885 года была закончена часть, посвящённая участию Ахшарумова в кружке петрашевцев, описанию ареста, следствия, суда. Вырезанные цензурой в 1887 году из «Русской старины», эти главы были опубликованы под названием «Из моих воспоминаний конца 40-х гг.» (1901). В 1904 и 1908 годах опубликовано продолжение книги. Полностью ― «Из моих воспоминаний 1849―1851» (1905; 2-е издание ― под названием «Записки петрашевца», 1930), ― значительный литературный и исторический документ, в котором Ахшарумов воссоздаёт атмосферу и умонастроения своей эпохи. Описал сцену произнесения приговора на Семёновском плацу. В книгу вошли немногочисленные стихи, которые Ахшарумов начал писать в студенческие годы и продолжал в заключении.